# Coelocyboides
Coelocyboides är ett släkte av steklar. Coelocyboides ingår i familjen puppglanssteklar.
Kladogram enligt Catalogue of Life:
| Coelocyboides | \| \| Coelocyboides bialbiguttus \| \| \| \| \| \| Coelocyboides pax \| \| \| \| |
|               | \| \| Coelocyboides bialbiguttus \| \| \| \| \| \| Coelocyboides pax \| \| \| \| |
|               | Coelocyboides bialbiguttus                                                       |
|               |                                                                                  |
|               | Coelocyboides pax                                                                |
|               |                                                                                  |